# リチャード・リー・メトカーフ
リチャード・リー・メトカーフ（Richard Lee Metcalfe、1861年10月11日 - 1954年3月31日）は、アメリカ合衆国の新聞記者、政治家である。ウィリアム・ジェニングス・ブライアンの友人、同僚として知られている。
『オマハ・ビー』（Omaha Bee ）紙で新聞記者としてのキャリアをスタートさせ、後に『オマハ・ワールド・ヘラルド』（Omaha World-Herald ）紙に転籍する。『オマハ・ワールド・ヘラルド』紙や『ザ・コモナー』（The Commoner ）紙では、ブライアンの下で副編集長を務めた。ブライアンが出馬し落選した3度の大統領選にも側近として大きく関わっており、編集と政治の両面からブライアンを支えた。
1910年に民主党の連邦上院議員ネブラスカ州候補に名乗りをあげるも、予備選挙で指名争いに落選する。1913年にウッドロウ・ウィルソン政権で国務長官になっていたブライアンは、メトカーフを地峡運河委員会の一員とし、さらにパナマ運河地帯の総督に就任させたが、メトカーフはネブラスカ州知事選挙に立候補するためパナマ運河完成前に総督を退いた。その後も地峡運河委員会の副委員長に任命されている。しかし知事選には敗北し、編集者に戻った。1928年に再び民主党の上院ネブラスカ州候補に名乗りを上げるも敗北している。1930年から1933年まで、前任者が在任中に死去したためオマハ市の暫定市長を務めた。
1954年に死去。